# Baxter Estates
Baxter Estates és una població dels Estats Units a l'estat de Nova York. Segons el cens del 2000 tenia 1.006 habitants.

## Demografia
Segons el cens del 2000, Baxter Estates tenia 1.006 habitants, 376 habitatges, i 262 famílies. La densitat de població era de 2.157,9 habitants/km².
Dels 376 habitatges en un 36,4% hi vivien nens de menys de 18 anys, en un 57,2% hi vivien parelles casades, en un 8,5% dones solteres, i en un 30,1% no eren unitats familiars. En el 25,3% dels habitatges hi vivien persones soles el 10,9% de les quals corresponia a persones de 65 anys o més que vivien soles. El nombre mitjà de persones vivint en cada habitatge era de 2,68 i el nombre mitjà de persones que vivien en cada família era de 3,21.
Per edats la població es repartia de la següent manera: un 24,8% tenia menys de 18 anys, un 6,2% entre 18 i 24, un 29% entre 25 i 44, un 27,1% de 45 a 60 i un 12,9% 65 anys o més.
L'edat mediana era de 39 anys. Per cada 100 dones de 18 o més anys hi havia 95,6 homes.
La renda mediana per habitatge era de 84.592 $ i la renda mediana per família de 111.074 $. Els homes tenien una renda mediana de 56.250 $ mentre que les dones 51.250 $. La renda per capita de la població era de 44.718 $. Entorn del 3% de les famílies i el 4,7% de la població estaven per davall del llindar de pobresa.